# 新潟県道8号長岡見附三条線

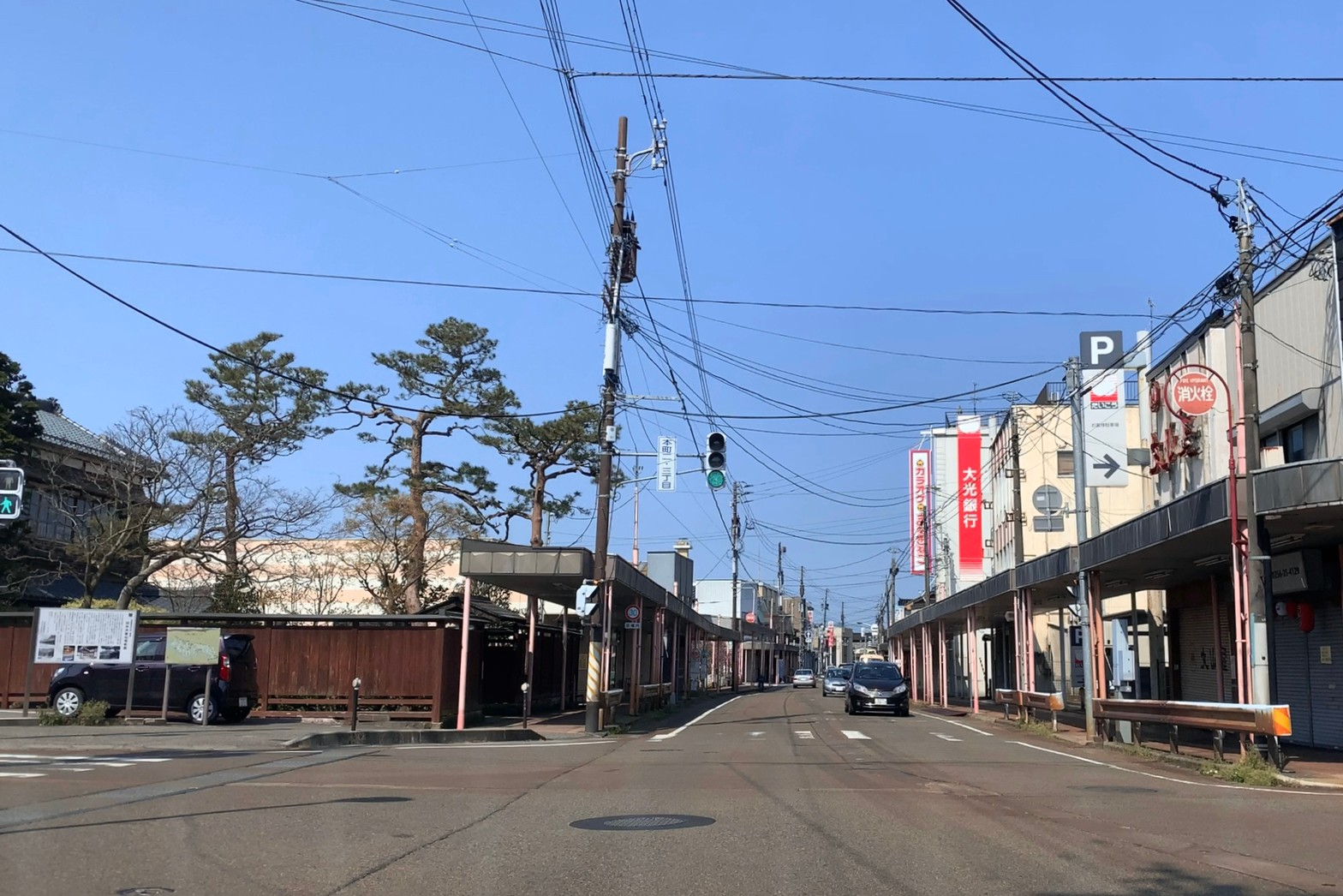
三条市本町3丁目付近（2020年4月）

新潟県道8号長岡見附三条線（にいがたけんどう8ごう ながおかみつけさんじょうせん）は、新潟県長岡市から三条市に至る県道（主要地方道）である。

## 概要
国道8号と対照的に山側に沿って通る路線で、長岡市 - 見附市にかけてはかつての越後交通栃尾線に並行し、長岡から見附市中心部や三条市の中心部に到達しやすいルートである。

### 路線データ
- 起点：長岡市城岡三丁目937番3[1]
- 終点：三条市荒町字殿田（荒町二丁目交差点、国道289号交点）

## 歴史
- 1993年（平成5年）5月11日 - 建設省から、県道長岡見附三条線が長岡見附三条線として主要地方道に指定される[2]。
- 2017年（平成29年）3月25日 - 起点付近で都市計画道路 槇山町亀貝線[3]が開通し、信越本線と立体交差化された[4]。これに合わせて当県道はこの道路を含む区域に変更され、起点も新町三丁目30番から城岡三丁目937番3に変更された[1]。

## 地理

### 通過する自治体
- 長岡市
- 見附市
- 三条市

### 交差する道路
- 長岡市
  - 国道352号・新潟県道498号長岡中之島見附線（起点）
  - 国道8号〈長岡東バイパス〉（亀貝IC）
  - 新潟県道283号西片貝浦瀬線（浦瀬町交差点）
- 見附市
  - 新潟県道138号栃尾田井線（田井交差点）
  - 新潟県道126号長岡見附線（南本町一丁目交差点）
  - 新潟県道19号見附栃尾線（本町二丁目交差点）
  - 新潟県道20号見附中之島線（本町二丁目交差点）
- 三条市
  - 新潟県道107号帯織停車場大面線（大面交差点）
  - 新潟県道212号大面保内線（大面交差点）
  - 新潟県道106号三条停車場四日町線（南四日町交差点）
  - 新潟県道35号三条停車場線（本町二・三丁目交差点）
  - 新潟県道121号東三条停車場線（西裏館二丁目）
  - 国道289号〈第二産業道路〉（荒町二丁目交差点、終点）